# Azcatl
 (décembre 2018).

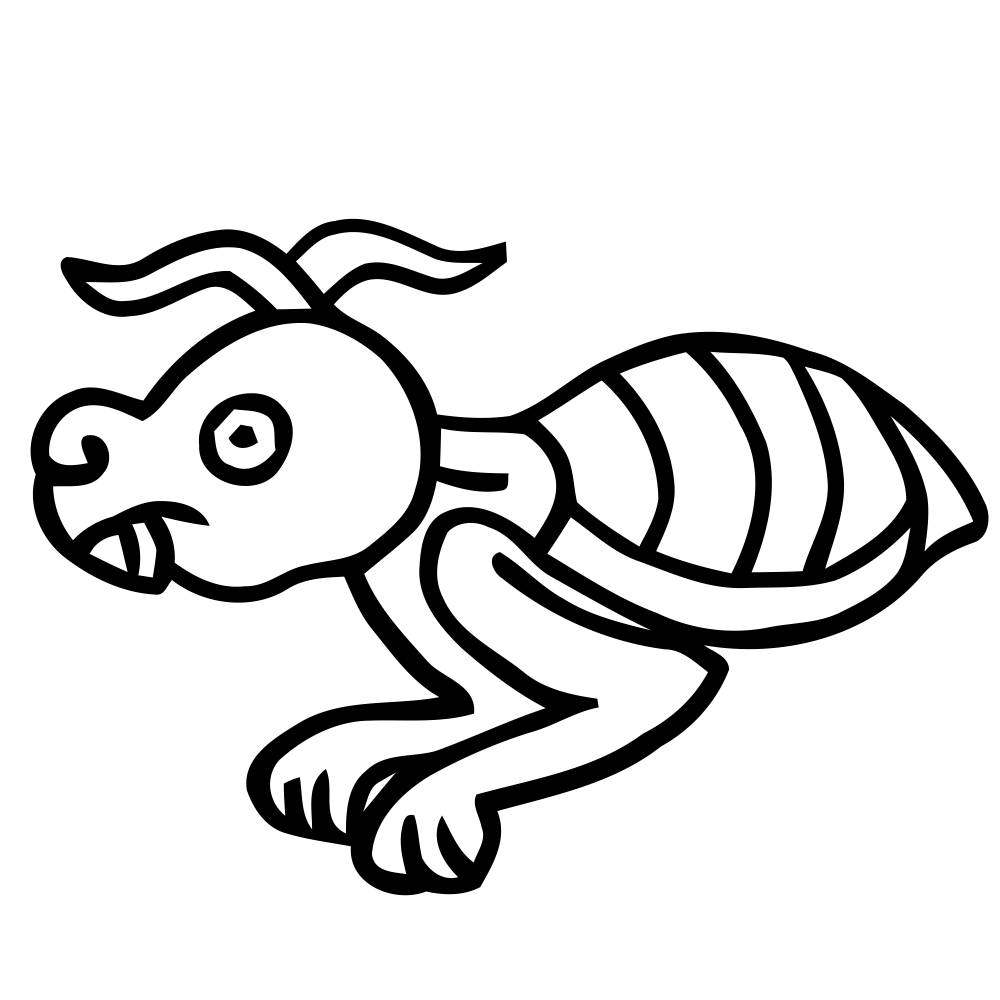
Dessin représentant Azcatl

Dans la mythologie aztèque, Azcatl est une fourmi rouge ayant permis de nourrir tous les humains avec l'aide de Quetzalcoatl.

## Mythe
Quetzalcoatl était à la recherche de nourriture quand il vit Azcatl avec du maïs, il lui demanda d'où venait le maïs mais la fourmi ne répondit pas. Il insista et Azcatl se rendit dans sa réserve de maïs (Tonacatépetl) avec Quetzacoatl qui se métamorphosa en fourmi noire. Ils transportèrent le maïs et les dieux commencèrent à manger puis ils donnèrent aux humains de quoi se nourrir.